# کلاد بک

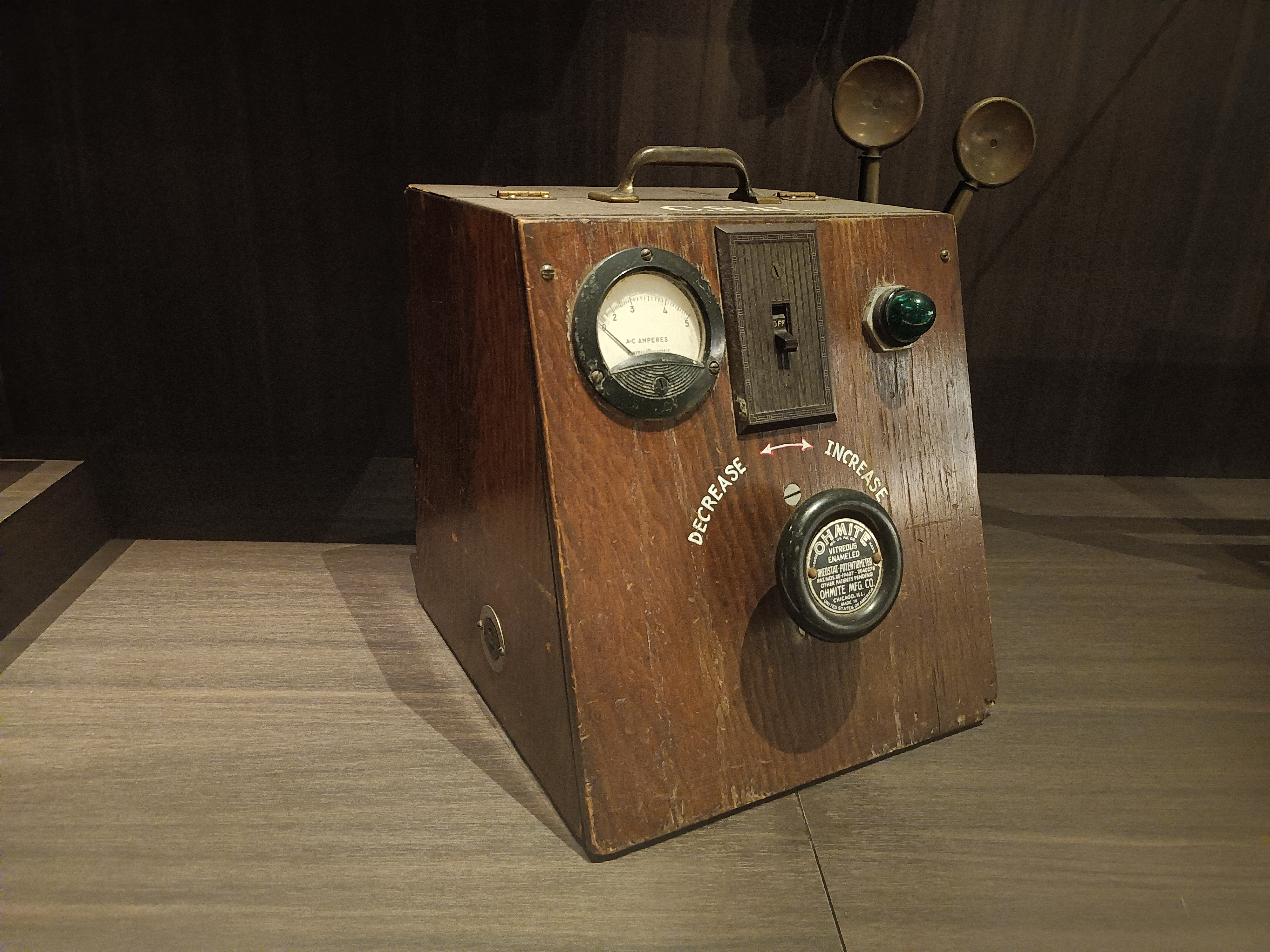
نمونهٔ اولیه دستگاه الکتروشوک بک (۱۹۴۷) در مجموعه موزه ملی تاریخ آمریکا.

کلاد شِـیفر بک (انگلیسی: Claude Schaeffer Beck؛ ‏ ۸ نوامبر ۱۸۹۴ – ۱۴ اکتبر ۱۹۷۱) جراح پیشگام قلب، مخترع و استاد دانشگاه اهل ایالات متحده آمریکا بود که به دلیل ابداع تکنیک‌های مختلف جراحی قلب و انجام اولین دِفیبریلاسیون قلبی در سال ۱۹۴۷ شهرت دارد. وی فارغ‌التحصیل رشتهٔ پزشکی از دانشگاه جانز هاپکینز در سال ۱۹۲۱ بود و نخستین استادتمامِ آمریکایی جراحی قلب و عروق از سال ۱۹۵۲ تا ۱۹۶۵ محسوب می‌شود. او نامزد دریافت جایزه نوبل فیزیولوژی یا پزشکی در سال ۱۹۵۲ بود. کلاد بک از سال ۱۹۲۳ تا ۱۹۲۴ فلوی پژوهشی دانشگاه هاروارد زیر نظر هاروی ویلیام کوشینگ بود و مدتی هم دانشیار جراحی در بیمارستان بریگهام و زنان بود که در آنجا با الیوت کاتلر همکاری می‌کرد.
کلاد بک در دهه ۱۹۳۰، بر روی مشکل چگونگی بازگرداندن گردش خون به قلب متمرکز بود و تکنیکی برای کاشت برخی از ماهیچه‌های سینه‌ای در پریکارد، که منبع اضافی گردش خون را فراهم می‌نمود، ابداع کرد. این تکنیک در آن زمان مورد تحسین زیادی قرار گرفت، اگرچه در نهایت با تکنیک‌های مدرن‌تر جایگزین شد.
او نخستین عمل جراحی «بک ۱» (کاردیوپریکاردیوپکسی) را در سال ۱۹۳۵ انجام داد. عمل «بک ۲» در اواخر دهه ۱۹۴۰ انجام شد که باعث ایجاد پیوند ورید بین آئورت و سینوس کرونر گردید.
بک در سال ۱۹۴۷ نخستین دِفیبریلاسیون قلبی موفق را انجام داد. او پسر ۱۴ ساله‌ای را که به بیماری مادرزادی مبتلا بود، عمل می‌کرد، اما در اواخر عمل جراحی، هنگامی که قفسه سینه پسر بچه را می‌بستند، پسرک دچار ایست قلبی شد. بک قفسه سینه را دوباره باز کرد و سعی کرد قلب را به مدت تقریباً ۴۵ دقیقه با دست ماساژ دهد اما سپس قلب را با استفاده از دستگاه الکتروشوک که خودش طراحی کرده و دوستش جیمز رند (از شرکت توسعه رند) آن را ساخته شده بود شوک داد. او پَدهای دستگاه را مستقیماً روی قلب پسر قرار داد و با موفقیت قلب را از فیبریلاسیون بطنی بیرون آورد و پسر بهبودی کامل پیدا کرد.
وی همچنین به دلیل توصیف مبنای فیزیولوژیکی برای علائم تامپوناد حاد قلبی شهرت دارد. علائم و نشانه‌های پزشکی که به‌طور کلاسیک با تامپوناد حاد قلبی همراه است، در مجموع سه‌گانه بک نامیده می‌شوند.
دخترش مری اِلن وُل رئیس بخش بیماری تنفسی بیمارستان کودکان بوستون و از صاحب‌نظران نامدار فیبروز سیستیک بود.